# 刘完素墓
刘宋村，位于中国河北省沧州市河间市，为沧州市河间市的一个省级文物保护单位，类型为古墓葬，公布时间为1982年7月23日。
刘宋村的历史年代为刘完素墓。